# Rental Family
Rental Family é um futuro filme de comédia dramática americano dirigido e coescrito por Hikari e estrelado por Brendan Fraser, Mari Yamamoto, Takehiro Hira e Akira Emoto.
Rental Family será lançado nos Estados Unidos pela Searchlight Pictures em 21 de novembro de 2025.

## Elenco
- Brendan Fraser
- Mari Yamamoto
- Takehiro Hira
- Akira Emoto

## Produção
O filme está em desenvolvimento desde 2019. Em novembro de 2023, Brendan Fraser foi escalado para estrelar o filme, com Hikari dirigindo a partir de um roteiro que ela co-escreveu com Stephen Blahut. Em março de 2024, Mari Yamamoto, Takehiro Hira e Akira Emoto se juntaram ao elenco.
A fotografia principal começou em 12 de março de 2024, no Japão, e foi concluída no final de maio de 2024.

## Lançamento
Rental Family será lançado nos Estados Unidos em 21 de novembro de 2025.